# Ladignac-le-Long
Ladignac-le-Long ist eine französische Gemeinde in der Region Nouvelle-Aquitaine, im Département Haute-Vienne, im Arrondissement Limoges und im Kanton Saint-Yrieix-la-Perche. Sie grenzt im Westen und im Nordwesten an Bussière-Galant, im Nordosten an Saint-Hilaire-les-Places, im Osten an La Meyze, im Südosten an Saint-Yrieix-la-Perche, im Süden an Le Chalard und im Südwesten an Saint-Priest-les-Fougères. Die Bewohner nennen sich Ladignacois oder Ladignacoises. 
Ladignac-le-Long wird von der vormaligen Route nationale 701 passiert. In der Gemeindegemarkung liegen zahlreiche kleine Seen.

## Bevölkerungsentwicklung
| Jahr      | 1962 | 1968 | 1975 | 1982 | 1990 | 1999 | 2008 | 2013 |
| --------- | ---- | ---- | ---- | ---- | ---- | ---- | ---- | ---- |
| Einwohner | 1636 | 1514 | 1390 | 1245 | 1190 | 1089 | 1122 | 1147 |

## Sehenswürdigkeiten
- Kirche Saint-Aignan, seit 1910 Monument historique

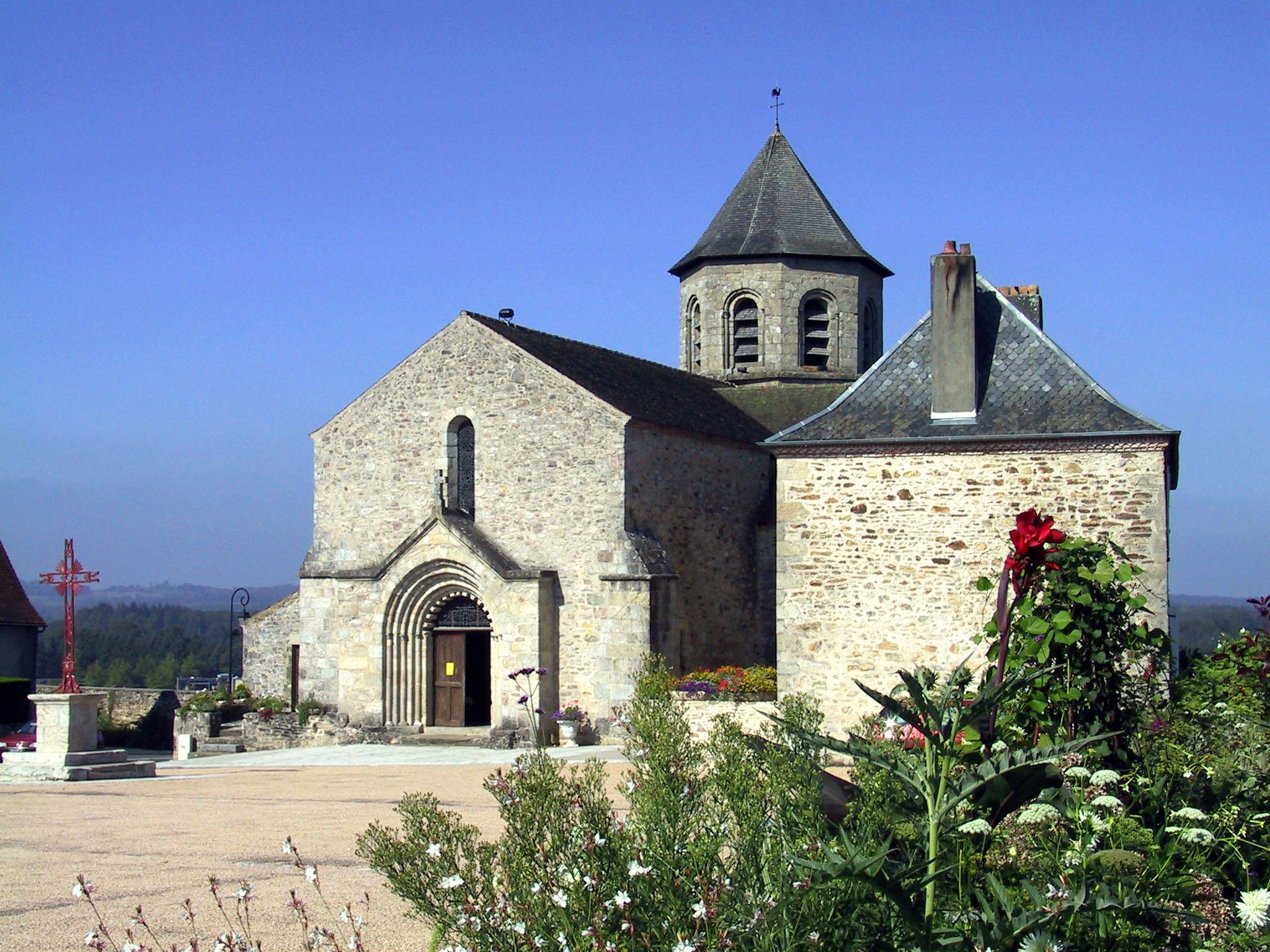
Kirche Saint-Aignan